# Amastris exigua
Amastris exigua är en insektsart som beskrevs av Broomfield 1976. Amastris exigua ingår i släktet Amastris och familjen hornstritar. Inga underarter finns listade i Catalogue of Life.